# Fontenelle-en-Brie
Fontenelle-en-Brie era una comuna francesa situada en el departamento de Aisne, de la región de Alta Francia, que el 1 de enero de 2016 pasó a ser una comuna delegada de la comuna nueva de Dhuys-et-Morin-en-Brie al fusionarse con las comunas de Artonges, La Celle-sous-Montmirail y Marchais-en-Brie.

## Geografía
Está ubicada en el sur del departamento, a 15 km al sur de Château-Thierry y a 6 km al noroeste de Montmirail (Marne).

## Demografía
| Gráfica de evolución demográfica de Fontenelle-en-Brie entre 1800 y 2014 |
|                                                                          |

Los datos demográficos contemplados en este gráfico de la comuna de Fontenelle-en-Brie se han cogido de 1800 a 1999 de la página francesa EHESS/Cassini, y los demás datos de la página del INSEE.